# Забивне кріплення
Кріплення забивне (рос. крепление забивное, англ. spilling, spills, нім. Getriebezimmerung f, Triebbau m) — гірниче кріплення, шпунтова загорожа з встановлених впритул один до одного прямолінійних елементів (шпунтин), під захистом яких проводять виймання породи. Випереджає вибій при проведенні горизонтальних і вертикальних виробок по сипучих і пливунних породах (пісок, пливун). 3.к. — один з ранніх різновидів гірничого кріплення, що застосовується при проведенні виробок у складних гірничо-геол. умовах, коли вмісні породи настільки нестійкі, що не допускають оголення навіть для установлення однієї рами. Найчастіше використовують при проведенні гірн.-розвідувальних виробок, при незнач. потужності нестійких вмісних порід. Розрізняють К.з. дерев'яне і металеве. У зв'язку з використанням щитового крілення, кріплення «стіна в ґрунті», опускного кріплення в тиксотропній сорочці, а також попереднього заморожування пливунів та хімічного зміцнення сипких порід застосування 3.к. скорочуються.